# Sprzeczno
Sprzeczno – integralna część wsi Grobia w zachodniej Polsce, położona w województwie wielkopolskim, w powiecie międzychodzkim, w południowej części gminy Sieraków. Sprzeczno jest południową częścią Grobi. Jego zabudowania są mocno rozproszone i zlokalizowane głównie przy drodze powiatowej nr 101, z Sierakowa do Upartowa. Sprzeczno od zachodu graniczy ze wsią Przemyśl, od południowego wschodu z Lutomkiem, zaś od południowego zachodu z Upartowem, wsią leżącą na obszarze gminy Kwilcz.
W okresie Wielkiego Księstwa Poznańskiego (1815-1848) miejscowość wzmiankowana jako Sprzeczno folwark należała do wsi mniejszych w ówczesnym pruskim powiecie Międzyrzecz w rejencji poznańskiej. Folwark Sprzeczno należał do okręgu sierakowskiego tego powiatu i stanowił część majątku Sieraków, którego właścicielem był wówczas rząd pruski w Berlinie. Według spisu urzędowego z 1837 roku wieś liczyła 17 mieszkańców, którzy zamieszkiwali jeden dym (domostwo).